# Bhalake(B.K), Khanapur
Bhalake(B.K) là một làng thuộc tehsil Khanapur, huyện Belgaum, bang Karnataka, Ấn Độ.